# Kanton Allos-Colmars
Kanton Allos-Colmars (fr. Canton d'Allos-Colmars) je francouzský kanton v departementu Alpes-de-Haute-Provence v regionu Provence-Alpes-Côte d'Azur. Tvoří ho šest obcí.

## Obce kantonu
- Allos
- Beauvezer
- Colmars
- Thorame-Basse
- Thorame-Haute
- Villars-Colmars